# Simon Halliday
Pour les articles homonymes, voir Hallyday.
Simon John Halliday, né le 13 juillet 1960 à Haverfordwest (pays de Galles), est un joueur international anglais de rugby à XV évoluant au poste de centre ou d'ailier. Il devient par la suite dirigeant de l'European Professional Club Rugby.

## Biographie
Simon Halliday a disputé son premier test match le 18 janvier 1986, à l’occasion d’un match contre l'équipe du pays de Galles et le dernier contre cette même équipe, le 7 mars 1992.
Il a participé à la coupe du monde 1991 (3 matchs disputés).
En avril 2015, il est nommé président de l'European Professional Club Rugby, organe organisateur des 2 compétitions européennes de clubs de rugby : l'European Rugby Champions Cup et l' European Rugby Challenge Cup ; il entre en fonction le 4 mai 2015. Son mandat est reconduit pour trois années supplémentaires en octobre 2018.

## Palmarès
- 23 sélections (+ 3 non officielles) avec l'équipe d'Angleterre
- Sélections par année : 2 en 1986, 1 en 1987, 5 en 1988, 6 en 1989, 2 en 1990, 3 en 1991, 4 en 1992
- Tournois des Cinq Nations disputés : 1986, 1987, 1988, 1989, 1990, 1991, 1992